# Hòa Thạnh (phường)
Hòa Thạnh là một phường thuộc quận Tân Phú, Thành phố Hồ Chí Minh, Việt Nam.
Phường là nơi đặt trụ sở nhiều cơ quan hành chính quan trọng của quận Tân Phú như Ủy ban Nhân dân Hội đồng nhân dân.

## Địa lý
Phường Hòa Thạnh nằm ở trung tâm quận Tân Phú, có vị trí địa lý:
- Phía đông giáp phường Phú Trung và quận Tân Bình
- Phía tây giáp các phường Phú Thọ Hòa, Phú Thạnh và Hiệp Tân
- Phía nam giáp phường Tân Thới Hòa
- Phía bắc giáp phường Tân Thành.

Phường có diện tích 0,94 km², dân số năm 2021 là 32.368 người,  mật độ dân số đạt 34.434 người/km².

## Lịch sử
Phường được thành lập vào ngày 5 tháng 11 năm 2003 trên cơ sở 93,08 ha diện tích tự nhiên và 21.278 người của Phường 19, quận Tân Bình, đồng thời với việc thành lập quận Tân Phú.